# Cabana Diham
Cabana Diham este o cabană din Carpații Meridionali în Munții Bucegi.

## Istoric
Aflată la o altitudine de 1.320 de metri, cabana de sub Măgura Cenușie a apărut în 1934, pe locul unor grajduri de vite construite în 1906. Inițiativa de a construi unui adăpost a aparținut Clubului German de Schi din București, care funcționa în această zonă din 1932 și care avea nevoie de un loc de odihnă pentru schiori.
Din 1934, cabana a beneficiat de două etape de extindere și modernizare. Prima a avut loc în anii ’70, iar în urma acestor lucrări, la Diham puteau fi găzduiți 75 de oameni. Cea de-a doua a avut loc în jurul anilor 2000, în 2001 fiind dat în folosință al doilea corp al clădirii, ridicat de soții Gigi și Maria (Oara) Bordea, însă noua clădire era construită, în totalitate, din lemn, fapt pentru care, un an mai târziu, a fost distrusă de flăcări.
În decembrie 2002, un incendiu a distrus până la temelii cele două cabane de la Diham. Incendiul a izbucnit, se pare, de la un scurt-circuit electric, în jurul orei 9:00, în vechea cabană. Din cauza vântului puternic, de peste 90 km/h, focul s-a extins rapid și la cabana mai nouă. Cinci mașini de intervenție ale pompierilor, salvatorii montani și vânătorii de munte au încercat să stingă focul, dar lipsa unei surse de apă în apropiere de cabane a făcut ca efortul să fie zadarnic. Ce două adăposturi montane au ajuns scrum, cu pagube estimate la circa 5 miliarde de lei.
După reconstruire, cabana a primit un nou nume: Diham Phoenix, cu trimitere la pasărea ce renaște din propria cenușă. Actualul adăpost are 87 de locuri, în camere de 2-6 persoane. În prezent, cabana servește ca bază pentru practicarea schiului fond, așa cum a fost și intenția constructorilor în 1934.

## Caracteristici
Situată în Munții Dihamului, la marginea unei poieni largi de sub Măgura Cenușie, Cabana Diham reprezintă o importantă bază turistică. Ea oferă un excelent loc de odihnă și este în același timp un punct de plecare pentru numeroase excursii în împrejurimi sau în excursii mai dificile pe abruptul nordic al Bucegilor. Astfel, pe versantul sud-estic al Muntelui Diham, la marginea unei frumoase păduri de brad, putem poposi la Cabana Poiana izvoarelor, iar pe versantul nordic, în Valea Mălăiești, la 1720m, la Cabana Mălăiești. Iarna cabana Diham servește ca bază pentru practicarea schiului.
- altitudinea de 1320 m
- se ajunge pe poteci venind din Predeal, Azuga, Bușteni sau Râșnov.
- deschisă permanent
- 87 locuri (bufet, apă curentă, duș, încălzire)

## Galerie

Marcajul traseului care duce la Cabana Diham
Aspect exterior cabană
Aspect interior cabană
In Memoriam Cabana Diham
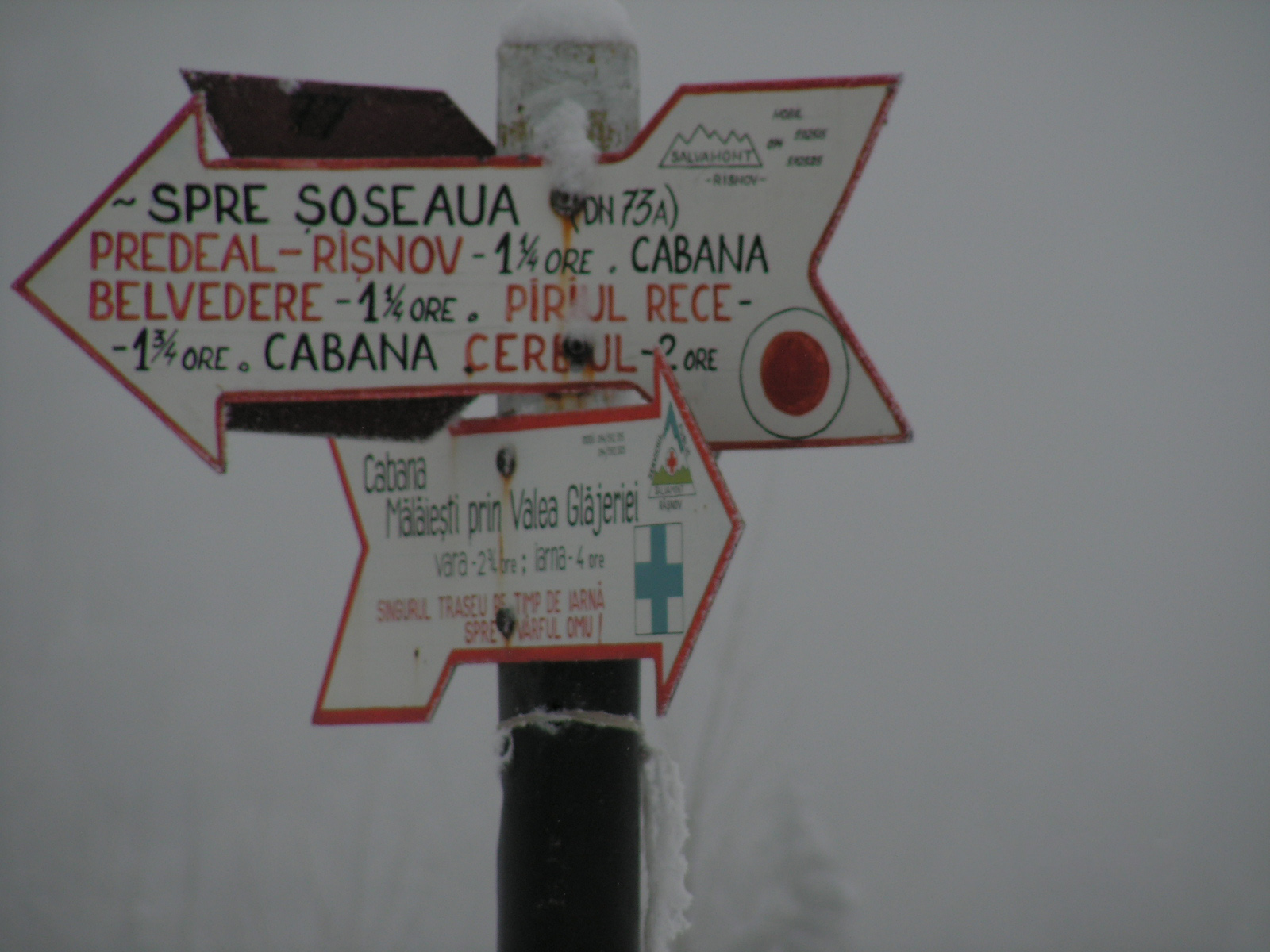
Indicator de lângă cabană
Poteca spre Cabana Diham
Om de zăpadă pe vârful Diham
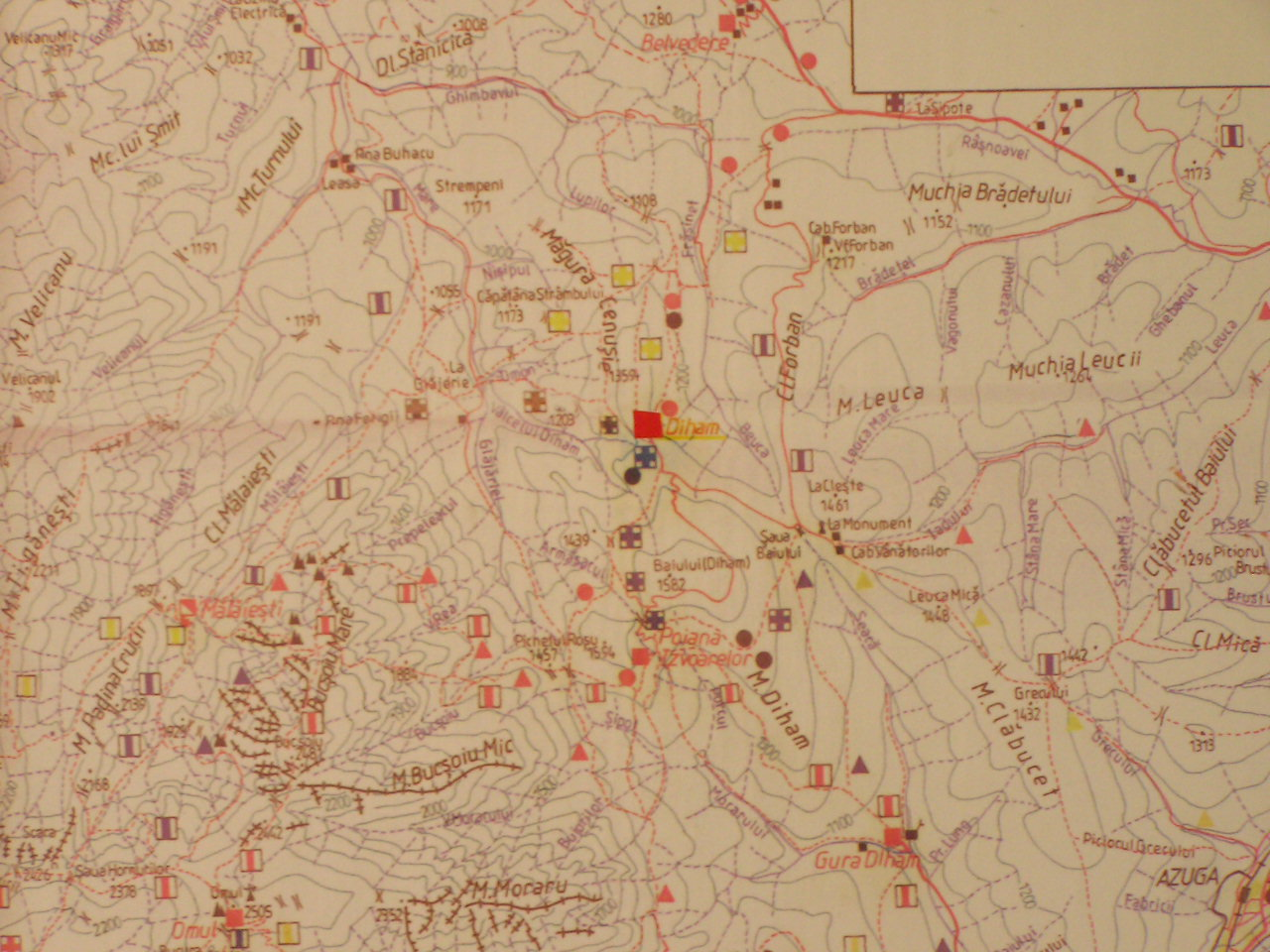
Harta împrejurimii cabanei Diham
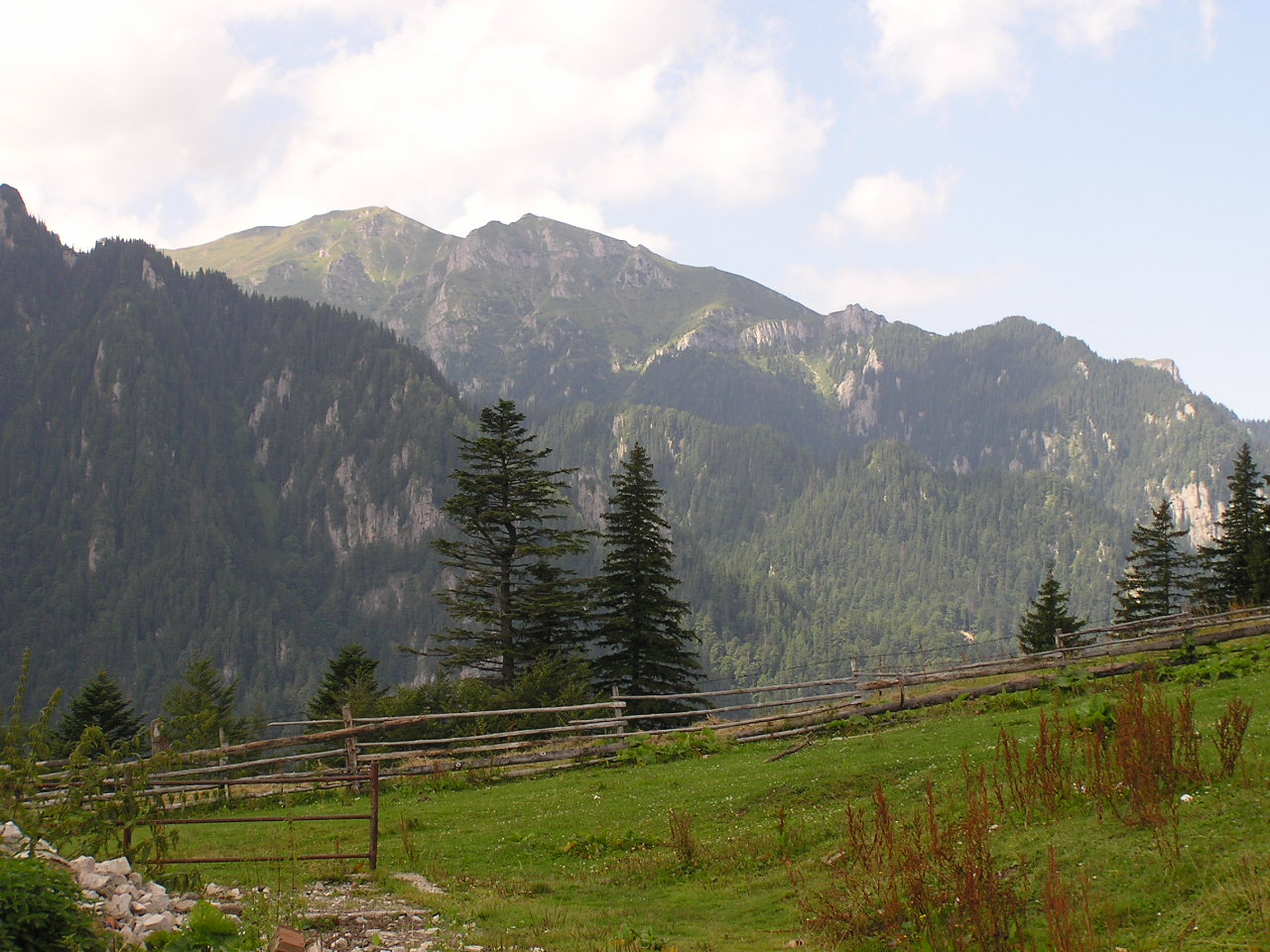
Măgura Cenușie în Bucegi
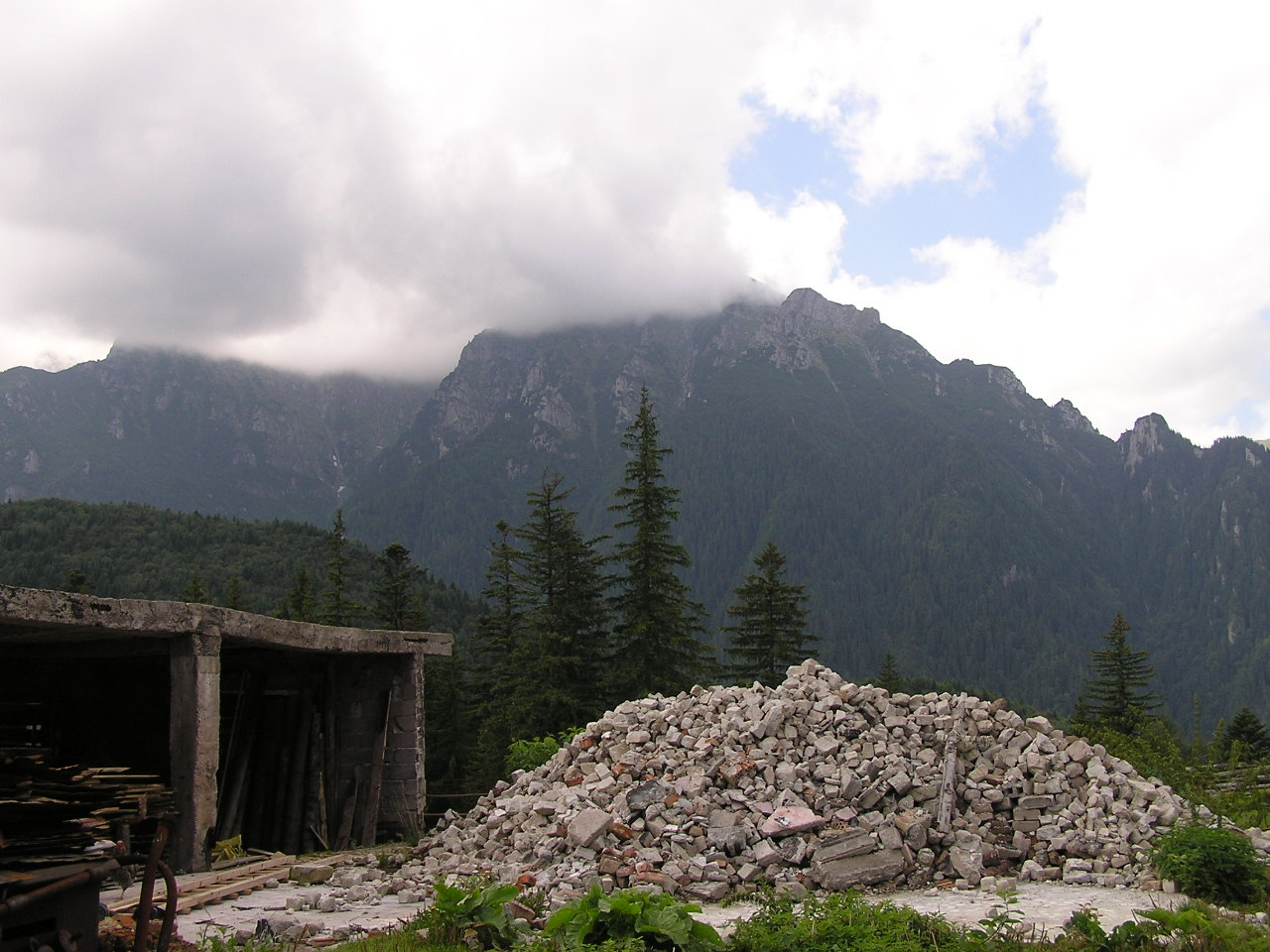

## Trasee
| Traseu | Marcaj |
| --- | ------ |
| Bușteni (885m) – Căminul Alpin (925m) – Cabana Gura Diham (987m) – Șaua Baiului (1363m) – Cabana Diham (1320m) |        |
| Gara Azuga (940m) – Valea Grecului – Șaua Baiului (1363m) – Cabana Diham (1320m)                               |        |
| Predeal - Râul Leuca - Valea Iadului - Șaua Baiului (1363 m) - Cabana Diham (1320 m)                           |        |